# 本山賢司
本山 賢司（もとやま けんじ、1946年 - 2022年）は、日本の作家、イラストレーター。北海道出身。

## 人物
1946（昭和21）年、北海道生れ。広告代理店のアートディレクターを経て、イラストレーターとして独立。野宿、焚き火の達人で、アウトドアに関するイラスト、エッセイ、小説を手がけている。主な著書に『鳥類図鑑』『南仏発スケッチから』『［図解］さかな料理指南』などがある。
2022（令和4）年3月27日、死去。

## 著書
- 神城和也; 本山賢司 (1982), 散歩道の鳥たち : 四季のバードウォッチング・ノート, JICC出版局, ISBN 4916116054
- 戸門秀雄; 本山賢司 (1985), 山の魚たちの午後 : 渓流歳時記, JICC出版局
- 本山賢司 (1987), 海流に乗って : 僕と九つの島 本山賢司・画文集, 山と渓谷社, ISBN 4635280101
- 本山賢司 (2008), 大興安嶺異聞, 東京書籍, ISBN 9784487803309
- 笠松不二男; 宮下富夫; 吉岡基; 本山賢司 (2009), 鯨とイルカのフィールドガイド (新版 ed.), 東京大学出版会, ISBN 9784130633291

## 論文
- 国立情報学研究所収録論文 国立情報学研究所
- 福島立実; 山下喜一郎; 本山賢司 (1998), “季節連載・冬 乗鞍からの便り”, 山と渓谷 (山と渓谷社) 134-135:  221-224